# Alibertia (dieren)
Alibertia is een geslacht van vliesvleugeligen uit de familie Eulophidae. De wetenschappelijke naam van dit geslacht is voor het eerst geldig gepubliceerd in 1951 door Risbec.

## Soorten
Het geslacht Alibertia is monotypisch en omvat slechts de volgende soort:
- Alibertia theobromae Risbec, 1951